# Trachypithecus auratus
O langur-de-java (Trachypithecus auratus) é uma das 17 espécies de Trachypithecus.